# Tribute to the Lady
Tribute to the Lady är det tredje studioalbumet med den amerikanska sångaren Sam Cooke. Albumet utgavs i april 1959 av skivbolaget Keen Records och är en hyllning till bluessångerskan Billie Holiday. Som kompband användes René Hall Orchestra.

## Låtlista

### Sida 1
1. "God Bless the Child" (Arthur Herzog, Jr.)  – 2:32
2. "She's Funny That Way" (Charles N. Daniels, Richard A. Whiting)  – 1:49
3. "I've Got a Right to Sing the Blues" (Harold Arlen, Ted Koehler)  – 2:31
4. "Good Morning Heartache" (Dan Fisher, Ervin Drake, Irene Higginbotham)  – 2:06
5. "'T Ain't Nobody's Bizness (If I Do)" (Porter Grainger, Everett Robbins)  – 2:23
6. "Comes Love" (Lew Brown, Sam H. Stept, Charles Tobias)  – 2:38

### Sida 2
1. "Lover Girl (Man)" (Jimmy Davis, Roger "Ram" Ramirez, James Sherman)  – 2:25
2. "Let's Call the Whole Thing Off" (George Gershwin, Ira Gershwin)  – 2:19
3. "Lover Come Back to Me" (Sigmund Romberg, Oscar Hammerstein II)  – 2:10
4. "Solitude" (Duke Ellington, Eddie DeLange, Irving Mills)  – 2:22
5. "They Can't Take That Away from Me" (George Gershwin, Ira Gershwin)  – 2:28
6. "Crazy in Love With You" (Brook Benton, Clyde Otis)  – 2:33